# Polly Allen
Polly Allen (* 23. März 2001 in East Sussex) ist eine britische Schauspielerin.

## Leben und Karriere
Allen wurde am 23. März 2001 in East Sussex geboren. Im Alter von zehn Jahren hatte sie ihre erste größere Rolle als Keely Gibson im Musical Billy Elliot. Von 2015 bis 2020 bekam in der Serie Hetty Feather. Sie spielte außerdem Veruca Salt in der West-End-Produktion von Charlie und die Schokoladenfabrik. Außerdem trat Allen in einer Folge in The Dumping Ground auf. 2020 setzte sie ihre Karriere in dem Film The Nest – Alles zu haben ist nie genug fort.

## Filmografie
- 2015–2020: Hetty Feather (Fernsehserie)
- 2016: The Dumping Ground (Fernsehserie, 1 Episode)
- 2020: The Nest – Alles zu haben ist nie genug (The Nest)